# Loi de Kohlrausch
La loi de Kohlrausch a été établie en 1874 par Friedrich Kohlrausch. Elle énonce que, pour une solution diluée, la conductivité électrique d'un électrolyte est proportionnelle, toutes choses égales par ailleurs, à sa concentration {\displaystyle C} :
{\displaystyle \sigma =\lambda \cdot C}
La constante de proportionnalité {\displaystyle \lambda } est appelée conductivité électrique molaire de la solution. Il s'agit de la loi de migration des ions obtenue en supposant que chaque ion se comporte comme s'il était seul, ce qui suppose que la solution soit suffisamment diluée pour que les interactions entre ions puissent être négligées. La conductivité électrique propre à cet ion, appelée conductivité ionique, est donnée par : 
{\displaystyle \sigma _{i}=\lambda _{i}\cdot C_{i}.}
La conductivité molaire ionique {\displaystyle \lambda _{i}} est une grandeur caractéristique d'un ion, c'est l'apport de l'ion à la conductivité électrique de la solution. Elle dépend notamment de la concentration, de la température, de la charge et de la taille de l'ion. Pour une solution, les conductivités s'additionnent :
{\displaystyle \sigma =\sum _{i}{\sigma _{i}}}, et la loi de Kohlrausch prend alors la forme générale suivante :
{\displaystyle \sigma =\sum _{i}{\lambda _{i}\cdot C_{i}}}
On retrouve également dans la littérature scientifique :
{\displaystyle \sigma =\sum _{i}{|z_{i}|\cdot \lambda _{i}\cdot C_{i}}}  avec {\displaystyle z_{i}} la charge électrique de l'ion i
L'utilisation de la première ou deuxième formule dépendra de l'expression de {\displaystyle \lambda _{i}}. 
On donne souvent dans les tables la conductivité molaire ionique limite {\displaystyle \lambda _{i}^{0}} qui correspond à la conductivité molaire ionique extrapolée pour une dilution infinie.
Dans le cas d'un électrolyte fort, on peut appliquer la loi de Kohlrausch :
{\displaystyle \Lambda _{m}=\sum _{i}{\lambda _{i}}=\Lambda _{m}^{0}-K{\sqrt {C_{i}}}}
La conductivité totale se mesure avec un conductimètre.